# 非特指型分离障碍
未特定解离性障碍（英語：Dissociative Disorder Not Otherwise Specified，简称 DDNOS）是过去用于描述一种病理性解离状态的心理健康诊断。其符合《精神疾病诊断与统计手册第四版》（DSM-IV）中对解离性障碍的诊断标准，但又不完全符合其中任何一种已明确子类型的全部标准，且诊断报告中需说明为何不符合其他类别的原因。根据《国际疾病分类第十版》（ICD-10），该诊断被称为“其他解离性与转换障碍”。 在第五版的《精神疾病诊断与统计手册》（DSM-5）中，该分类已被更新为“其他特定的解离性障碍”（英語：Other Specified Dissociative Disorder，简称 OSDD）。

## DDNOS 的历史
未特定解离性障碍（现称其他特定的解离性障碍）是一种心理健康状况，其特征为个体经历与思维、情感或身份之间的脱节。这种症状表现为解离，但又无法完全归入现有的具体诊断类别。这导致患者的病情常被误解，甚至在医疗专业人员中也难以获得足够重视。由于其分类模糊，DDNOS/OSDD 患者可能遭遇污名化，并在寻求合适治疗时遇到障碍。认识并支持这类患者，对确保其获得适当医疗照护至关重要。

## DDNOS 的子类型
在 DDNOS 分类下，包括以下几种具体的解离性状态：
1. DDNOS 1：类似解离性身份识别障碍（DID），但医生未观察到人格转换，或仅对重要过往经历有遗忘，而非日常生活。[2]
2. DDNOS 1a：与DID类似，但人格分裂不明显或没有“替身”（alter），替身可能是情绪碎片或相同个体在不同年龄的状态。可能有情绪性遗忘而非身体性遗忘。[2][3]
3. DDNOS 1b：与DID类似，但不同人格之间没有遗忘现象。[2][3]
4. DDNOS 2：出现现实感丧失（去现实感），但无自我解离（人格解体）。[2]
5. DDNOS 3、4、5等：与DID类似，但伴有特定症状，例如：洗脑引起的身份变化、急性解离反应、解离性恍惚状态、甘泽综合征等。[2]
6. 解离性障碍但症状不明确者。[2]

## 名称更替
2013年，DDNOS 被更名为 OSDD。
《精神疾病诊断与统计手册》第五版（DSM-5）于2013年发布，随之取消了 DDNOS 的诊断标签，并调整了部分 DID 的诊断标准。尽管“DSM-IV”和“DSM-5”两个术语仍被广泛使用，但该名称的更替意在使分类更加清晰和包容。“未特定解离性障碍”这一旧名给人以“无法归类”的印象，而“其他特定的解离性障碍”则表明这些症状虽不完全符合既有类别，但仍然明确存在并被理解。这一变化有助于减少混淆与污名化，让患者更容易寻求认同与帮助。